# Harald al V-lea al Norvegiei
Harald al V-lea al Norvegiei (n. 21 februarie 1937, Asker) este regele Norvegiei. A urcat pe tronul Norvegiei după moartea tatălui său, Olav al V-lea, la data de 17 ianuarie 1991. 
S-a născut în 1937 la reședința prințului moștenitor de la Skaugum, Asker, în apropiere de Oslo. A fost primul prinț moștenitor născut pe pământ norvegian după nașterea regelui Olav al IV-lea în 1370. Este fiul regelui Olav al V-lea (care pe atunci era doar prinț moștenitor) și al Prințesei Märtha a Suediei. 
Fiind strănepotul regelui Angliei Eduard al VII-lea, Harald se află în ordinea succesiunii la tronul britanic. Regele Harald al V-lea este înrudit cu mai mulți monarhi europeni: este unchiul regelui Filip al Belgiei și al Marelui Duce Henric de Luxemburg, și este văr de gradul doi cu regina Elisabeta a II-a a Regatului Unit și cu regina Margareta a II-a a Danemarcei. În calitatea sa de rege al Norvegiei, Harald este și șeful Bisericii Norvegiei. 

## Copilărie și educație

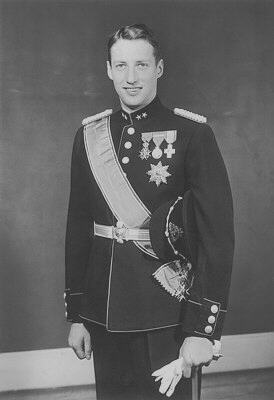
Prințul Moștenitor Harald

Prințul Harald s-a născut la Skaugum la 21 februarie 1937. Tânărul prinț a fost botezat la capela regală a Palatului Regal din Oslo la 31 martie 1937 de episcopul Johan Lunde.
În 1940 întreaga familie regală a trebuit plece de la Oslo din cauza invaziei germane. Călătoria dramatică spre nord a fost marcată de încercările repetate ale naziștilor de a-l ucide pe regele Haakon al VII-lea prin bombardare. Acesta a considerat că este mai sigur ca familia sa să se despartă. Regele și Prințul Moștenitor Olav au plecat în Regatul Unit, iar Prințesa Moștenitoare a plecat în Suedia cu cei trei copii (Prințul Harald și surorile sale mai mari, Prințesa Ragnhild și Prințesa Astrid). Au ajuns în Suedia în noaptea de 10 aprilie, însă, deși Prințesa Märtha era suedeză, au întâmpinat probleme la frontieră. În cele din urmă lor li s-a permis să rămână în Suedia, însă ulterior Regele Haakon și prințul moștenitor Olav au fost refuzați.
La 17 august Prințesa Moștenitoare și copiii au plecat în SUA la bordul navei American Legion. Harald, mama și surorile sale au locuit la Washington în timpul războiului, în timp ce tatăl și bunicul său au stat la Londra împreună cu guvernul norvegian în exil. Unul dintre momentele notabile pe care și le amintește din acea perioadă este că a stat în spatele lui Franklin D. Roosevelt când a depus jurământul celui de-al patrulea mandat la Casa Albă în 1945. Aceste experiențe din copilărie se întrevăd într-o urmă de accent american atunci când vorbește în engleză. La sfârșitul războiului, în 1945, prințul Harald s-a întors în Norvegia împreună cu familia. 
În 1955 Harald a absolvit liceul la Oslo, iar în toamna aceluiași an și-a început studiile la Universitatea din Oslo. Mai târziu, a intrat la Școala de Cavalerie pentru Ofițeri și apoi la Academia Militară norvegiană, pe care a absolvit-o în 1959. În 1960 Harald a intrat la Colegiul Balliol, Oxford unde a studiat istorie, economie și politică. În timpul studenției sale la Oxford, a fost pasionat de vâsle. În 1960 a vizitat Statele Unite cu ocazia aniversării a cincizeci de ani de la înființarea Fundației americano-scandinave.

## Maturitate

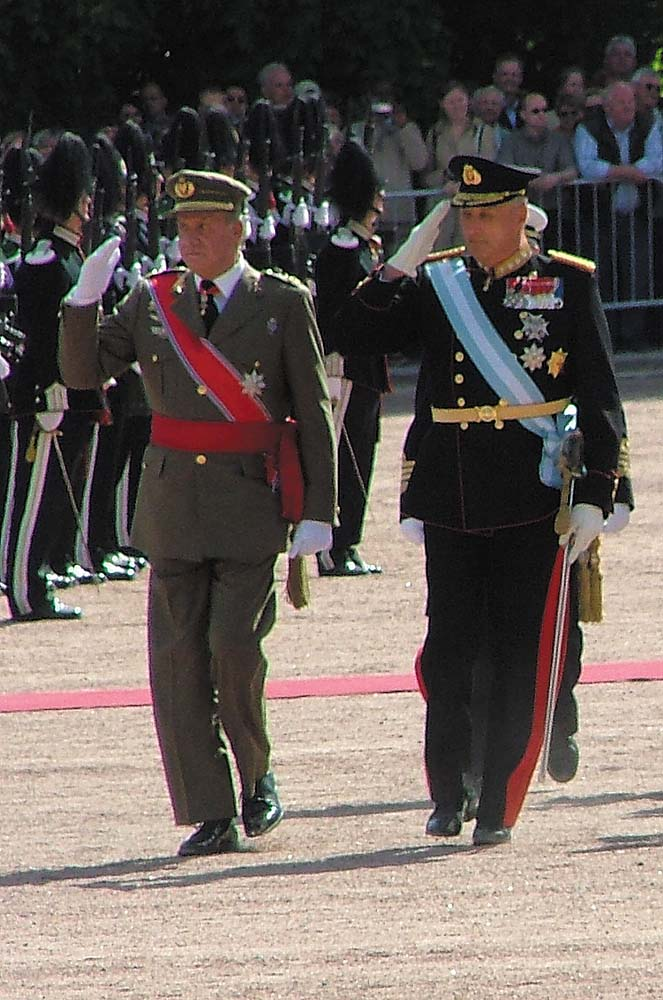
Doi regi: Juan Carlos I al Spaniei și Harald al V-lea al Norvegiei.

Prințul Moștenitor Harald a participat la Consiliul de Stat pentru prima dată la 27 septembrie 1957 și a depus jurământ pe Constituția Norvegiei la 21 februarie 1958. În același an a fost pentru prima oară regent în absența Regelui.
După o relație de nouă ani, Harald s-a căsătorit cu Sonja Haraldsen la Oslo la 29 august 1968, o căsătorie care a stârnit multe controverse la vremea respectivă, Sonja nefiind dintr-o familie nobilă. Împreună au doi copii: Prințesa Märtha Louise și Prințul Moștenitor Haakon al Norvegiei.
Regele conduce Consiliul de Stat, are întâlniri săptămânale cu prim-ministrul și cu ministrul de externe, primește trimișii străini și deschide sesiunea parlamentară, iar conform constituției norvegiene, el numește guvernul. De asemenea, regele Harald călătorește mult prin Norvegia și face vizite oficiale în alte țări.
Pasionat de navigație, Harald a reprezentat Norvegia în proba de yachting la Jocurile Olimpice de la Tokyo din 1964, la Jocurile Olimpice de la Mexico City din 1968 și la Jocurile Olimpice de la Munchen din 1972. Prințul Moștenitor a purtat drapelul norvegian la ceremonia de deschidere a Jocurilor Olimpice din 1964. După ce a devenit rege, a participat împreună cu Prințul Moștenitor Haakon la ceremonia de deschidere a Jocurilor Olimpice de Iarnă de la Lillehammer din 1994. De asemenea, regele a reprezentat Norvegia la ceremonia de deschidere a Jocurilor Olimpice de la Torino și de la Beijing.
Cu echipajul de navigație a câștigat la Campionatul Mondial medalii de bronz, argint și aur în 1988, 1982 și respectiv 1987. În iulie 2005, regele și echipajul de pe vasul Fram XV au câștigat medalia de aur la Campionatul European din Suedia. În 2007 la Campionatul Mondial regele a obținut locul șase.
De două ori în ultimii ani, regele Harald nu și-a putut îndeplini îndatoririle regale, fiind spitalizat și în convalescență: din decembrie 2003 până la mijlocul lunii aprilie 2004 din cauza unui cancer la vezica urinară și din aprilie până în iunie 2005 ca urmare a unei stenoze aortice. Prințul Moștenitor Haakon a fost regent în aceste perioade.